# Dehradun
Dehradun (hindi देहरादून, trb.: Dehradun, trl.: Dehrādūn; ang. Dehradun; dawniej jako Dehra Doon) – miasto w Indiach, stolica stanu Uttarakhand. Miasto położone jest w dolinie Doon pomiędzy Himalajami, a pasmem Siwalik, 230 km na północ od stolicy Indii Nowego Delhi, na wysokości ok. 450 m n.p.m. 
Populacja miasta w 2011 roku wynosiła 578,4 tys. mieszkańców
W czasie panowania brytyjskiego miasto było letnią siedzibą straży Wicekróla Indii. Obecnie miasto jest siedzibą główną wielu rządowych instytucji i organizacji, m.in.: Survey of India, Forest Research Institute, Indian Military Academy, Wildlife Institute of India, Indian Institute of Remote Sensing, Zoological Survey of India, Indian Institute of Petroleum, Botanical Survey of India.
W pobliżu znajduje się Park Narodowy Rajaji.

## Dehradun w filmie
- Miasto jest tłem indyjskiego filmu Mere Yaar Ki Shaadi Hai.